# Windhoek-Khomasdal
Khomasdal ist eine Vorstadt von Windhoek (Namibia) sowie Wahlkreis innerhalb der Region Khomas. Khomasdal wurde – ebenso wie Katutura – unter der südafrikanischen Apartheidspolitik ursprünglich als Township (Vorstadt) in unmittelbarer Nachbarschaft zur Hauptstadt Windhoek gegründet.
In Khomasdal leben auf einer Fläche von 26 Quadratkilometer mehr als 35.800 Menschen.

## Geschichte
Khomasdal wurde bis zur Unabhängigkeit Namibias im Jahre 1990 von „Farbigen“ (Englisch: Coloured), d. h. Menschen mit vorwiegend Nama und Buren als Vorfahren bewohnt, die einen höheren sozialen Status und dementsprechend einen höheren Lebensstandard genossen als Schwarzafrikaner. Das heutige Khomasdal weist dementsprechend zumeist mittelgroße Grundstücke und Häuser vor. In den letzten Jahren jedoch sind Khomasdal, Wanaheda und Katutura so stark nach Windhoek hineingewachsen, dass eine räumliche Trennung nicht mehr sichtbar ist. Khomasdal ist Standort des Windhoek College of Education und des Khomasdal-Stadion.